# Fell
Fell (no Brasil conhecida tanto pelo título original quanto por Cidade Selvagem) é uma série de revistas em quadrinhos americana criada por Warren Ellis e Ben Templesmith. Escrita por Ellis e ilustrada por Templesmith, a série teve suas nove primeiras edições publicadas pela Image Comics entre 2005 e 2008, quando teve sua publicação suspensa. Embora Ellis já tenha escrito o roteiro para a 10ª edição, e encaminhado-o para Templesmith ainda em 2011, este ainda não teve tempo para desenhá-lo, e isso tem impedido a continuidade da série. A proposta para a série era produzir uma revista que fosse mais barata, diminuindo o tamanho de cada edição, mas aumentando a quantidade de quadros em cada página. O experimentalismo foi bem-recebido pela crítica e pelo público, e a série foi indicada ao Eisner Awards nas categorias "Melhor Série Estreante" e "Melhor Série" em 2006, ano em que Ellis foi indicado à categoria de "Melhor Escritor" por seu trabalho. Entre 2006 e 2008, Templesmith acumulou três indicações à outra categoria da premiação, a de "Melhor Pintor", por seu trabalho na série.